# 恰帕尔
恰帕尔（Chapar），是印度阿萨姆邦Dhubri县的一个城镇。总人口18559（2001年）。

## 人口
该地2001年总人口18559人，其中男性9560人，女性8999人；0—6岁人口2540人，其中男1315人，女1225人；识字率64.52%，其中男性为70.68%，女性为57.97%。